# Nesticella helenensis
Nesticella helenensis là một loài nhện trong họ Nesticidae.
Loài này thuộc chi Nesticella. Nesticella helenensis được miêu tả năm 1977 bởi Hubert.